# مانويل روزاس
مانويل روزاس (بالإسبانية: Manuel Rosas Arreola)‏ هو لاعب كرة قدم مكسيكي في مركزي الوسط والدفاع، ولد في 14 أكتوبر 1983 في غوادالاخارا في المكسيك. شارك مع منتخب نيكاراغوا لكرة القدم. أما مع النوادي، فقد لعب مع Real Estelí FC ‏.

## وصلات خارجية
- مانويل روزاس على موقع قاعدة بيانات كرة القدم.إي يو (الإنجليزية)
- مانويل روزاس على موقع ناشيونال فوتبول تيمز (الإنجليزية)
- مانويل روزاس على موقع Soccerway.com (الإنجليزية)